# Ślepuchowate
Ślepuchowate, węże ślepe (Typhlopidae) – rodzina węży należąca do nadrodziny Typhlopoidea z rzędu łuskonośnych (Squamata). Należy do niej ponad 280 gatunków węży.

## Zasięg występowania
Ślepuchowate występują w Afryce, Azji, Europie (na Bałkanach), Australazji oraz w Ameryce.

## Charakterystyka
Osiągają rozmiary od 10 cm do 40 cm. Mają uzębioną szczękę i bezzębną żuchwę. Prowadzą podziemny tryb życia. Niektóre są jajożyworodne. Najszerzej rozprzestrzeniony jest Indotyphlops braminus, który jest partenogenetyczny.

## Podział systematyczny
Pyron i Wallach (2014) w swojej rewizji nadrodziny Typhlopoidea przyjęli następującą klasyfikację ślepuchowatych, dzieląc je na podrodziny:
- Typhlopinae
- Afrotyphlopinae
- Madatyphlopinae
- Asiatyphlopinae

Pyron i Wallach (2014) zaliczyli rodzaj Xenotyphlops do odrębnej, monotypowej rodziny Xenotyphlopidae.